# 昆岭镇
昆岭镇（維吾爾語：كۈنلىڭ بازىرى‎，拉丁维文：Künling Baziri），是中华人民共和国新疆维吾尔自治区和田地区和康县下辖的一个行政建制镇。昆岭镇位于康克尔柯尔克孜族乡南部，地处喀喇昆仑山脉中部的喀拉喀什河河谷滩地，海拔3700米，属高原边境镇，有行政面积8250平方公里，距皮山县城434公里，西接喀什地区叶城县，西南与印控克什米尔接壤，东南与和田县毗邻，是新藏公路上重要居民点。昆岭镇的商业区位于219国道上的一所营房边，俗称三十里营房。中国人民解放军新疆军区边防第三六三团团部驻昆岭镇。镇人民政府设在新藏公路（219国道旧线）364公里处，国（边）境线长28公里。
2010年5月，新疆维吾尔自治区人民政府审批成立赛图拉镇（維吾爾語：سەيدۇللا بازىرى‎，拉丁维文：Seydulla Baziri），属皮山县。2024年12月，赛图拉镇成为新设的和田地区和康县政府所在地。2025年6月，赛图拉镇更名为昆岭镇。

## 名称
“赛图拉”在维吾尔语中意为“真主的见证人”或“殉教者”。

## 历史

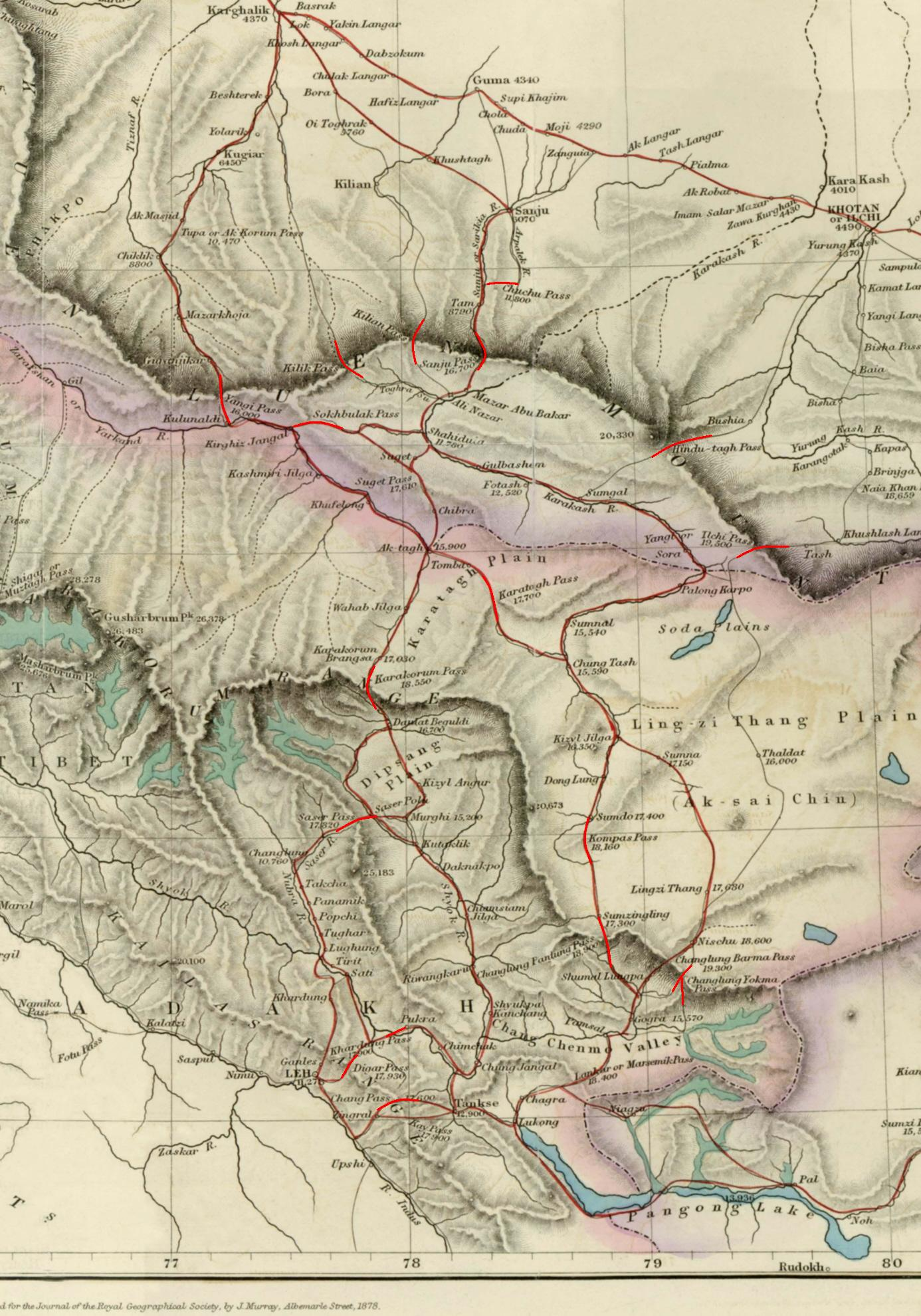
1878 年的地图详细信息，显示了新疆的大红柳滩、印地他什达坂、康西瓦、三十里营房、赛图拉哨所、柯克阿特达坂（黑卡子达坂）、赛力亚克达坂（麻扎达坂）和和田以及英属印度北部边界区域（包括克什米尔区域）。国界以紫色和粉红色的双色显示。达坂（山口）以鲜红色显示。警告纬度/经度信息并非处处正确。

旧赛图拉哨卡位于喀拉喀什河河口，自古以来就是昆仑山脉的战略要地，是柯克阿特达坂（黑卡子达坂）、克里阳达坂、桑株达坂的前哨。新疆往西藏的四条古道：阿卡孜古道（库地古道）、克里阳古道（叶尔羌古道）、桑株古道（驮马古道）、克里雅古道就占了三条，自西向东的古道如下：
- 阿卡孜古道（库地古道）：叶城县—库地达坂—麻扎达坂—黑卡子达坂—旧赛图拉哨卡。
- 克里阳古道（叶尔羌古道）：皮山县克里阳乡—克里阳达坂—吐日苏—旧赛图拉哨卡。
- 桑株古道（驮马古道）：皮山县桑株镇—桑株达坂—吐日苏—旧赛图拉哨卡。
- 克里雅古道：于田县阿羌乡普鲁村—苏巴什—硫磺达坂—克里雅达坂—界山达坂—西藏日土县松西村。

## 人口和经济
全镇现有常住农业人口84户333人，主要为柯尔克孜族夏季游牧牧民，共有草场围栏620亩，饲草料种植面积8466亩，牲畜存栏达到7360头（只），人均纯收入达到2484元。镇内有个体工商户35家300余人。　　
昆岭镇矿产资源丰富，主要有玉石矿、铜矿、铁矿、锡矿等17个矿点，玉矿主要分布于新藏国道线379、381、385公里处等一带；铁矿、锡矿等主要分布于喀喇昆仑山脉周围。

## 文化和旅游
名胜古迹有赛图拉哨卡遗址、康西瓦烈士陵园等。　　

## 赛图拉哨卡
赛图拉哨卡（Shahidulla）最早历史要追溯到1877年，左宗棠收复南疆后，清朝政府便在此设卡。1928年设立了赛图拉边防局，不久又成立了边卡队，人数增至200人。
民国时期，盛世才任新疆省主席兼边防督办期间，1936年在成立了边防事务处，在和田區设立了各式各樣边防哨卡大队，守防各地边疆防衛境地重要的防区。
西元1950年3月，中国人民解放军第二军第五师第十团边防大队进驻赛图拉營區，遇到仍在此驻守的国民政府新疆省邊疆防衛军，原本河南省子弟兵，原本是一个連150人的剩餘八人，防守哨卡部队。

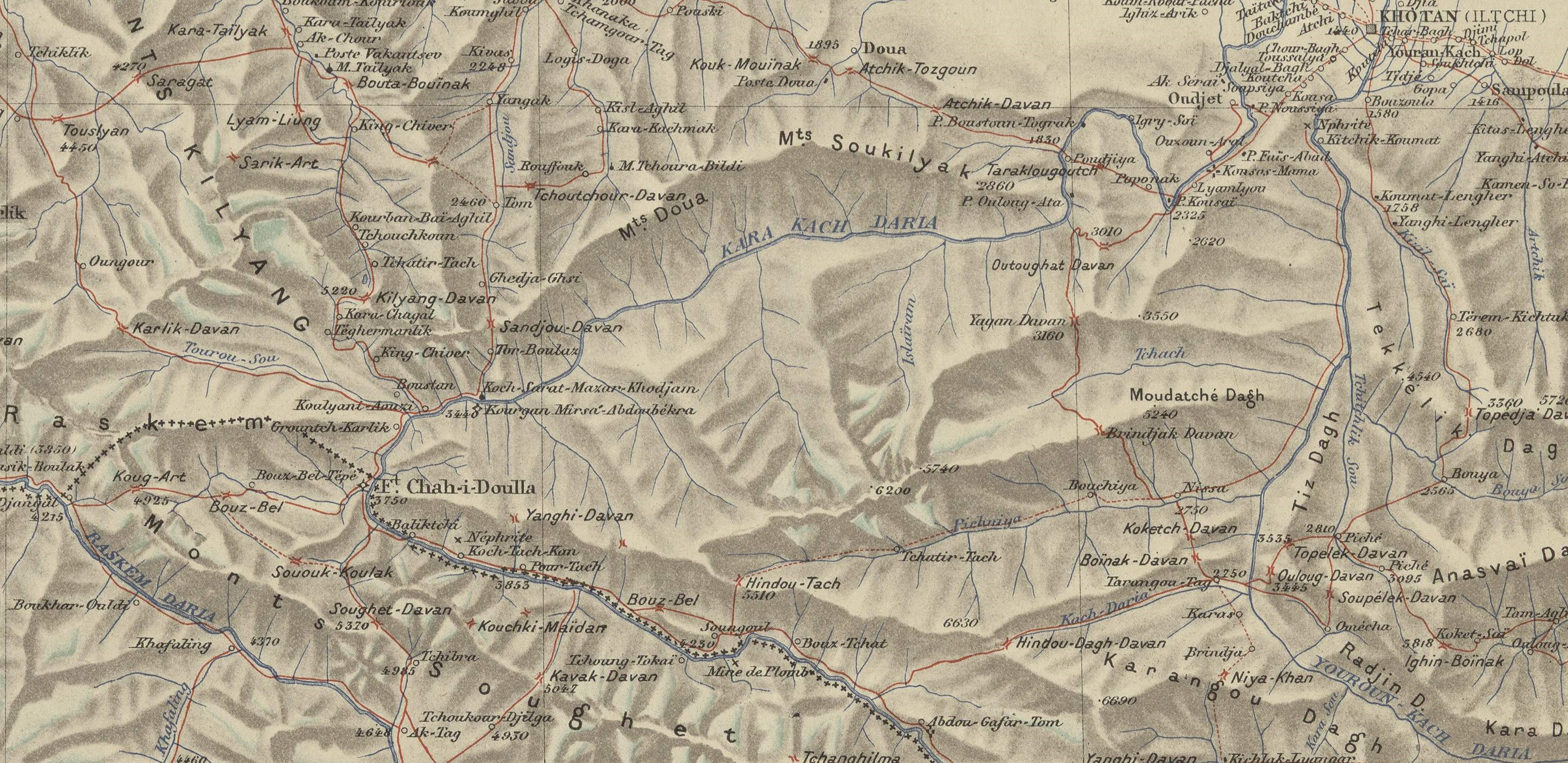
赛图拉哨卡和周边地区，法国陆军地图，1906年

## 康西瓦烈士陵园
距昆岭镇70公里、海拔4280米，1962年中印边境自卫反击战时为西线战场前指与卫勤中心。康西瓦烈士陵园就矗立在康西瓦前指对面的半山坡上。中印自卫反击作战以来，陆续有100多位烈士长眠在这里。

## 行政区划
昆岭镇下辖以下地区：
- 色日克克尔虚拟村

## 历史地图

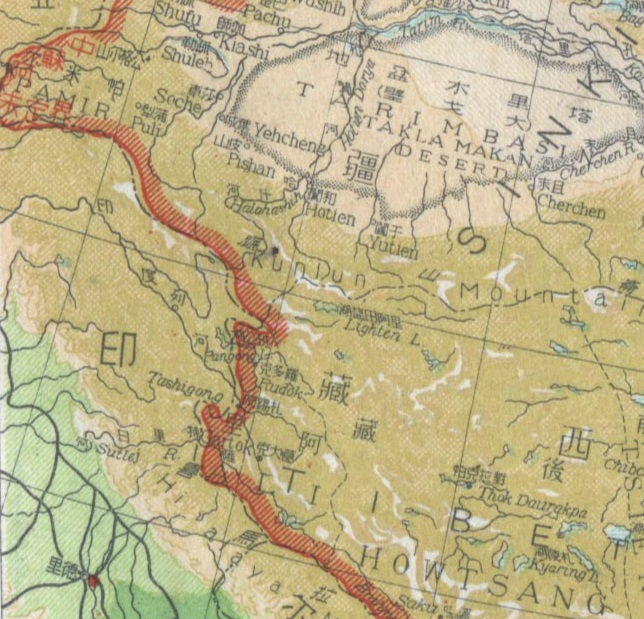
1947年的中华民国地图，显示以空喀山口为边界
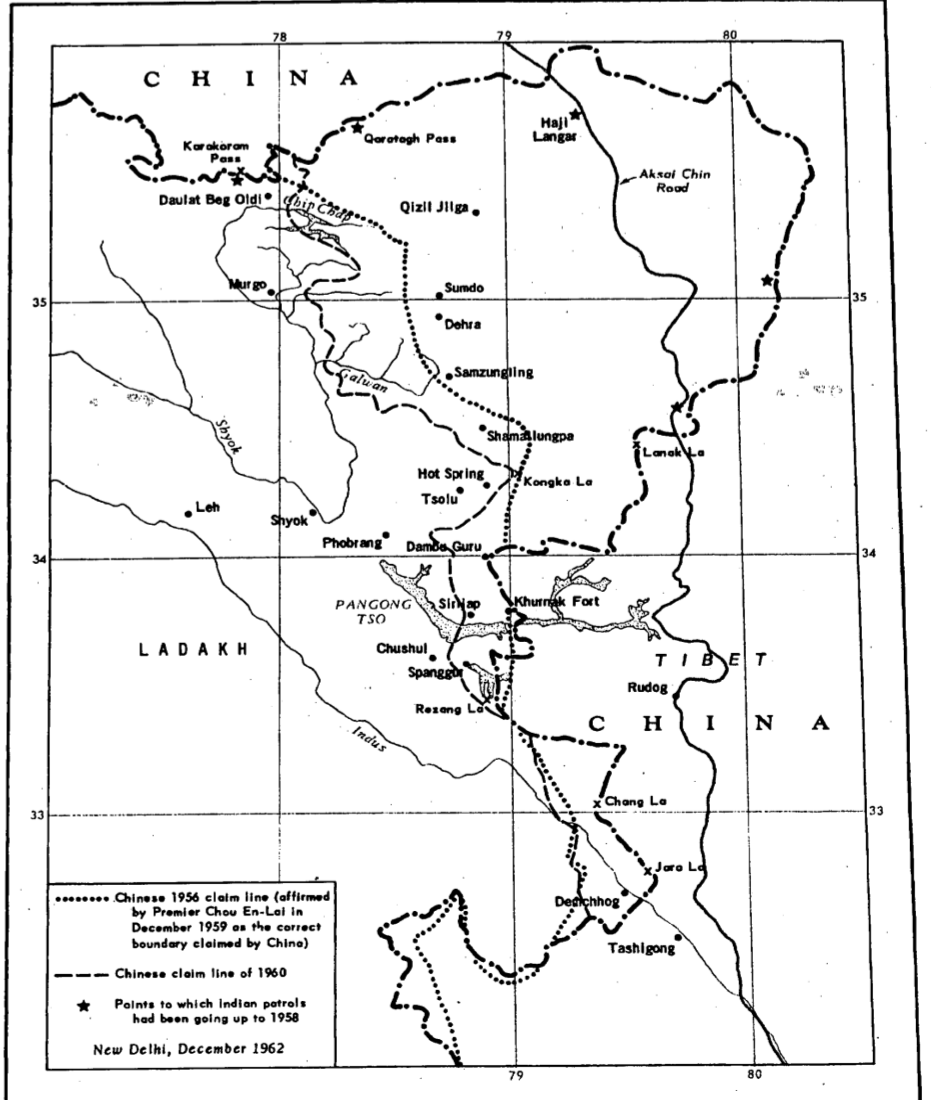
中国主张在拉达克边界线（中央情报局提供的地图）
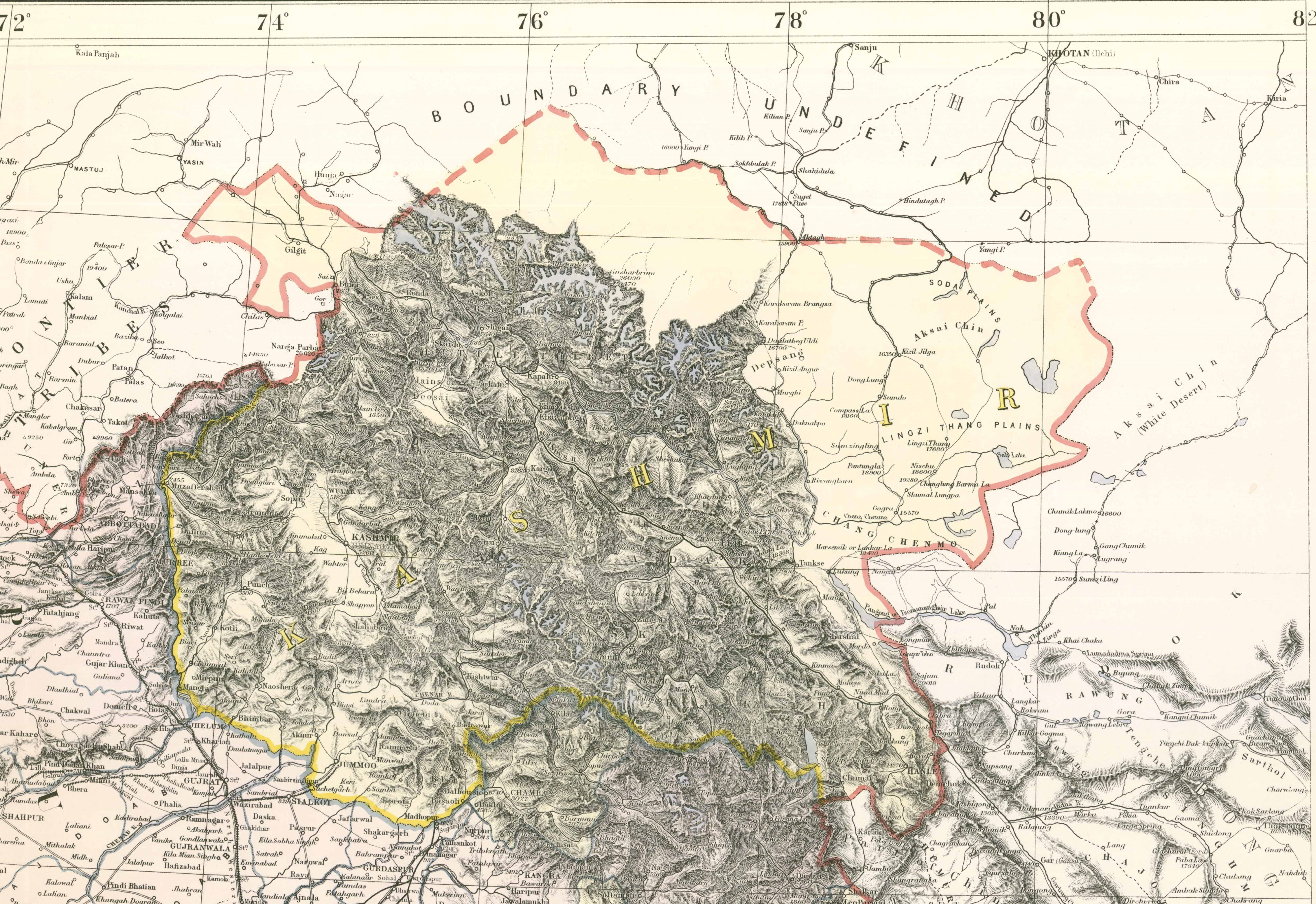
克什米尔边界在1888 年印度勘探局（英语：Survay of India）绘制的印度地图中，虚线所示的未定义边界，从马鲁毕庭峰、叶尔羌河、麻扎村（Mazar）、阿克塔（Aktagh）到喀拉昆仑山（Karakunlun Shan）

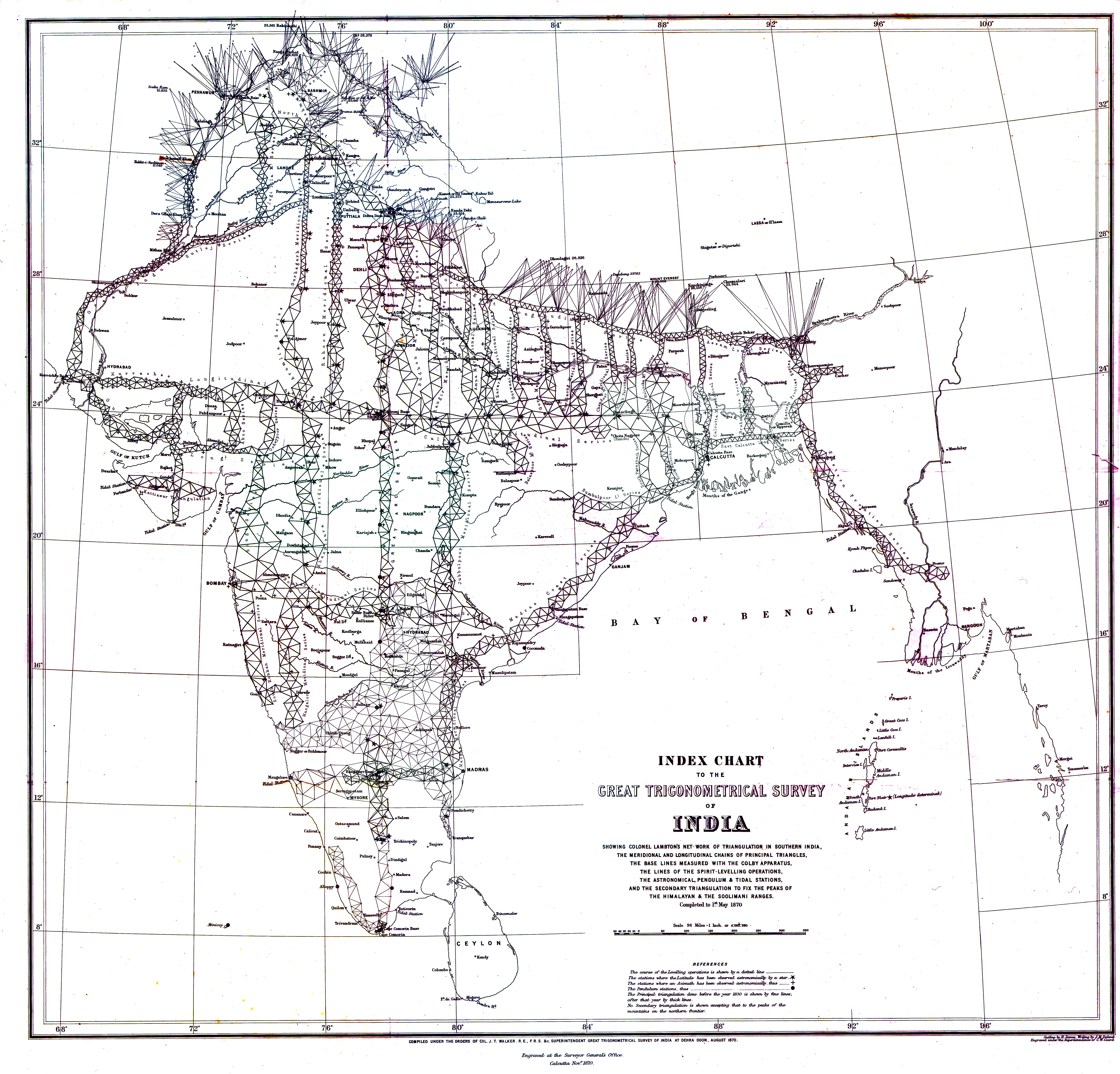
1870 年印度勘探局制作的一张地图，显示了 （1802-1852） 年使用的三角形定位和穿越调查在大三角测量。穿越调查只到达南迦帕尔巴特峰、斯卡都 、羌臣摩河 和Hanle附近。三角形定位最北到拉卡波希峰 和K2峰 。